# Fiat C
Fiat C — це тип платформи шасі (механічної)|платформи], яка служить основою для легкових автомобілів, розроблених групою Fiat. Перше застосування відбулося в 1995 році з моделями Fiat Bravo/Brava, тоді як нове покоління було використано з 2001 року для Fiat Stilo та автомобілів, що походять від останнього. У 2010 році Fiat Group Automobiles (через підрозділ Alfa Romeo) створила абсолютно нову платформу, яка замінила платформу 1995 року. Ця платформа, яка також успадкувала Alfa Romeo 147, дебютувала з моделлю Alfa Romeo Giulietta і називалася Compact.

## Історія
Pianale C був розроблений на початку дев'яностих для автомобілів середнього класу, що випускалися групою Fiat. Значною мірою похідна від попередньої платформи Tipo 2, на якій було побудовано базове шасі для численних автомобілів, починаючи з Fiat Tipo, переходячи через Fiat Tempra, Lancia Dedra, Lancia Delta другої серії та Alfa Romeo 155, «C-платформа» дозволяє встановлювати двигун спереду у поперечному положенні зчеплення доступне на передньопривідних колесах.

#### Перше покоління: C1

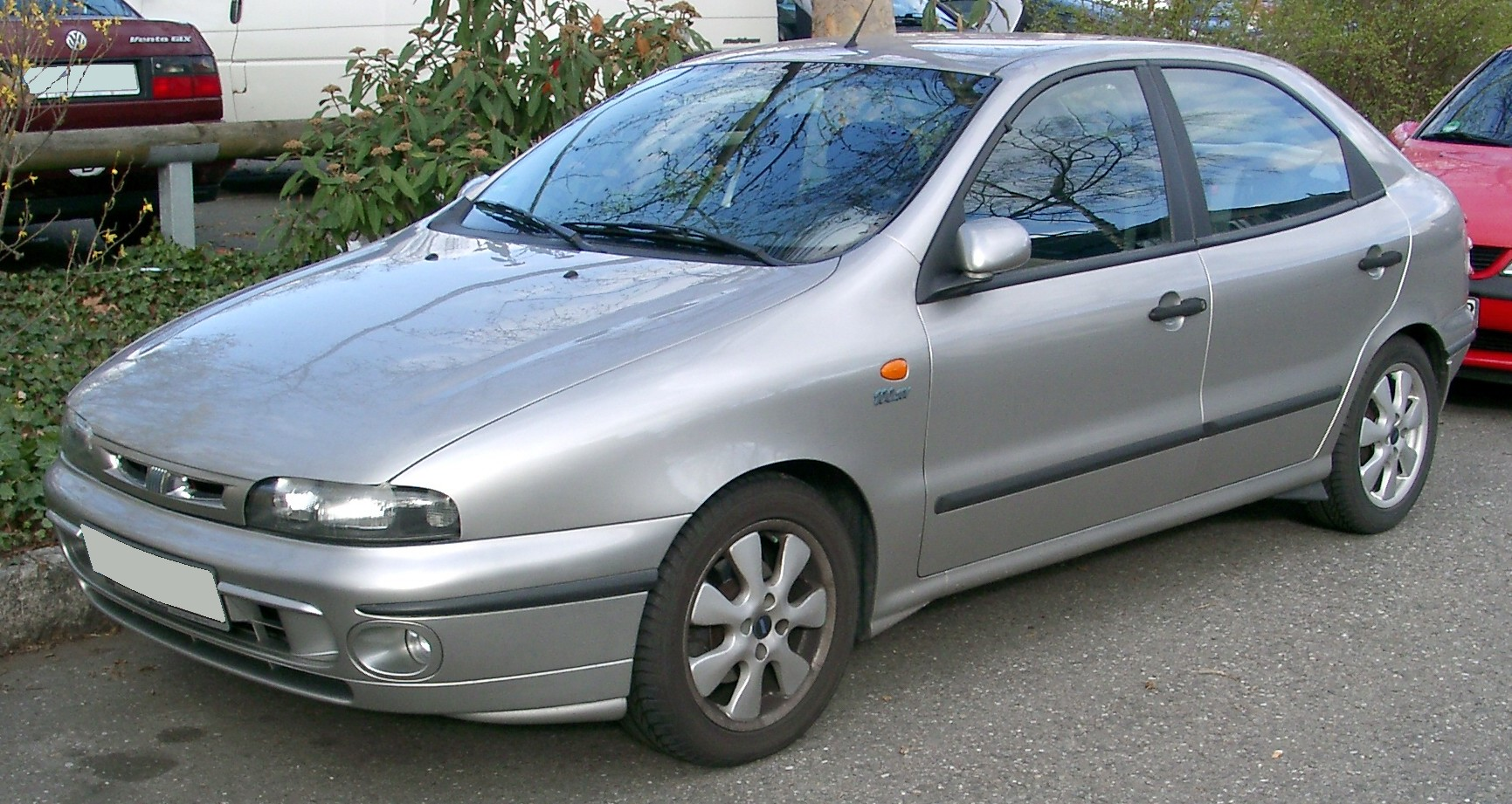
Fiat Brava використовує платформу C1

Перша серія відома під назвою C1, де 1 вказує на перше покоління цієї платформи. Схема підвіски спереду має незалежні колеса, телескопічні поперечні важелі (MacPherson), ззаду — незалежні колеса, поздовжні важелі, гвинтову пружину та стабілізатор поперечної стійкості. Вперше її було використано в 1995 з автомобілями Bravo та Brava. Відмінностей від попередньої платформи «Type 2», від якої було запозичено центральну задню підлогу, а також передні стійки, схему передньої та задньої підвісок, було дуже мало, настільки, що її практично вважають близькою похідною від першої та також відомою як «Type 2 rev 2». Повністю перероблена версія з листового металу була запропонована в 1998 з дебютом Fiat Multipla під назвою C1 Sandwich, що характеризується розширеною конструкцією підлоги та більше схожою на коробчасту структуру. Вона суттєво відновила (посилені) підвіски Brava. У разі лобового удару двигун замість того, щоб переміститися назад у салон, завдаючи серйозних травм переднім пасажирам (3 у випадку Multipla), розміщується під передніми сидіннями. Основні двигуни, що встановлювалися, були 4-циліндровими, як бензиновими, так і дизельними, з об'ємом від 1,2 у малого двигуна Fiat FIRE до 1,9 JTD з системою впорскування Common Rail, але на деяких автомобілях, таких як Fiat Marea, можна було поєднувати механічну коробку передач з 6 швидкостями та 5-циліндровими двигунами, як бензиновими, так і турбодизельними (2.0 з 20 клапанами та 2.4 JTD). У Бразилії, завдяки незначній модифікації передньої осі, також встановлювалися двигун 2,4 (завжди 5 циліндрів) та 2,0 з турбонаддувом. Шасі Lancia Lybra було перероблено як для подовженої колісної бази, так і для застосування іншої задньої підвіски (типу BLG, «Guided Longitudinal Arms»), а також для деяких підсилень передньої конструкції (втручання також були прийняті у другій серії Marea у 1999 році), яка отримала назву Tipo 2 rev 3. Від нього також з більшими модифікаціями походять шасі Alfa Romeo 156, 147 та GT, на яких, однак, були встановлені більш високопродуктивні підвіски (висока чотирикутна передня та «триважільна» задня, натхненна підвісками Lancia Delta HF Integrale, подібною до MacPherson), а також для перегляду передньої конструкції для покращення амортизації. Використання:
- Fiat Bravo
- Fiat Brava
- Fiat Marea
- Fiat Marea Weekend
- Fiat Marengo
- Fiat Multipla
- Alfa Romeo 156
- Alfa Romeo 147
- Alfa Romeo GT
- Lancia Lybra

## платформа C2
платформа (C2) дебютувало у 2001 році з Fiat Stilo. Перші розробки абсолютно нової платформи порівняно з C1 розпочалися щонайменше трьома роками раніше, щоб створити дуже гнучку структуру, яка могла б адаптуватися до численних типів транспортних засобів, від компактних середньорозмірних автомобілів до універсалів і до преміальних середньорозмірних автомобілів, таких як третя серія Lancia Delta, випущена у 2008. Компонування підвіски використовує стійки Макферсона спереду та торсіонну балку ззаду, що забезпечує максимальну надійність та хороший комфорт у поєднанні з великим багажником (торсіонна балка є дуже компактним рішенням) та зниженими виробничими витратами порівняно зі складнішими конструкціями<ref>Fiat Stilo e Bravo, fine di un'era. 14 febbraio 2016.<ref>.

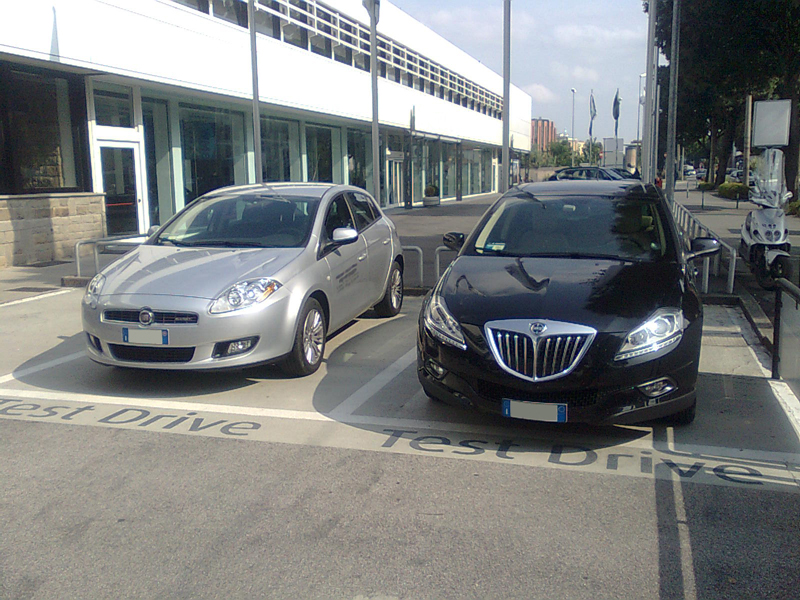
Lancia Delta та Fiat Bravo мають спільну платформу C2

C2, окрім того, що є набагато жорсткішим, відповідав стандартам, що вимагаються в краш-тестах Euro NCAP, отримавши від 4 до 5 зірок на найновіших автомобілях. Двигун розташований поперечно, а тяга — спереду. Ця платформа поєднується з трансмісіями типу механічний з 5 та 6 передачами та автоматичний роботизований типу Dualogic або роботизована Selespeed.
Двигуни, що поєднувалися з цим шасі, в основному складалися з двигунів 1.9 Multijet, далі йшли 1.4 FIRE та T-Jet, 1.6 та 1.8 16V виробництва FMA з Pratola Serra, 2.4 5-циліндровий 20-клапанний та новіший 1.8 T-Jet з безпосереднім уприскуванням, а також дизелі 1.6 та 2.0 Multijet. У 2008 році вперше стало можливим омологувати двигун 1.9 Twin Stage з двома турбодизельними двигунами потужністю 190 кінських сил і максимальним крутним моментом 400 Н·м без внесення подальших змін до конструкції, оскільки шасі легко підтримує величезний крутний момент Multijet. Модель C2 була зібрана на заводі Fiat у Кассіно.
Використання:
- Fiat Stilo
- Fiat Stilo Multiwagon
- Fiat Bravo (2007)
- Lancia Delta (2008)